# Xian de Weishan
Pour les articles homonymes, voir Weishan.
Le xian de Weishan (微山县 ; pinyin : Wēishān Xiàn) est un district administratif de la province du Shandong en Chine. Il est placé sous la juridiction de la ville-préfecture de Jining.

## Démographie
La population du district était de 677 893 habitants en 1999.